# لوك غارارد
لوك غارارد (بالإنجليزية: Luke Garrard)‏ هو لاعب كرة قدم ومدرب كرة قدم بريطاني، ولد في 22 سبتمبر 1985 في Chipping Barnet ‏ في المملكة المتحدة. لعب مع بوريهام وود إف سي وتوتنهام هوتسبير وسويندون تاون ونادي نورثوود لكرة القدم.

## وصلات خارجية
- لوك غارارد على موقع قاعدة بيانات كرة القدم.إي يو (الإنجليزية)
- لوك غارارد على موقع Soccerbase.com (لاعب) (الإنجليزية)
- لوك غارارد على موقع Soccerbase.com (مدرب) (الإنجليزية)
- لوك غارارد على موقع Soccerway.com (الإنجليزية)